# C7H11NO6
化学式C7H11NO6（摩尔质量：205.17 g/mol）可以指：
- N-(2-羧乙基)氨二乙酸，CAS号：6245-75-6
- N,N-二羧甲基丙氨酸（MGDA），CAS号：22149-55-9 ；(L) 29578-05-0 ；(D) 29578-06-1
- 硝基丙二酸二乙酯，CAS号：603-67-8

|  | 这个同类索引页列出了具有相同分子式的化学物（即同分異構體）条目。 除非您是有意链接至本页，否则应将相应条目的内部链接指向正确的条目。 |